# Dwight Howard
Dwight David Howard II (Atlanta, Georgia, 8 de diciembre de 1985) es un jugador de baloncesto estadounidense que actualmente disputa la liga BIG3 de baloncesto 3×3. Con 2,08 metros de altura, juega en la posición de pívot. 
Ha logrado con los Magic tres títulos de división y un título de la conferencia, con los Lakers un anillo de campeón y ayudó a la selección estadounidense a ganar la medalla de oro en los Juegos Olímpicos de Pekín 2008. Individualmente ha conseguido ser ocho veces seleccionado al All-Star Game de la NBA, cinco veces en el Mejor Quinteto de la NBA, cuatro veces en el Mejor quinteto defensivo de la NBA. Ha logrado ser tres veces el Mejor Defensor de la NBA, lo hizo de forma consecutiva de la temporada 2009 a la 2011, siendo novato consiguió estar en el mejor quinteto de rookies, además de ser el ganador del Concurso de Mates de la NBA en el cual por la originalidad de uno de sus mates se ganó el apodo de "Superman".

## Trayectoria deportiva

### High School
Howard estudió en el instituto privado católico Southwest Atlanta Christian Academy, donde se convirtió en uno de los mejores ala-pívots del estado. Durante su trayectoria escolar, promedió 16,6 puntos, 13,4 rebotes y 6,2 tapones por partido, a lo largo de 129 encuentros.
En su año sénior lideró a su equipo a conseguir un récord de 31–2, y a conseguir el campeonato estatal de 2004, promediando 25 puntos, 18 rebotes y 8,1 tapones por partido. Fue reconocido como el mejor baloncestista de instituto del país, le concedieron el Naismith Prep Player of the Year Award, el Morgan Wootten High School Player of the Year Award, el Gatorade National Player of the Year y el McDonald's National High School Player of the Year. Además fue nombrado MVP (junto a J. R. Smith) del McDonald's All-American Game de ese año.

### NBA

#### Orlando Magic (2004-2012)

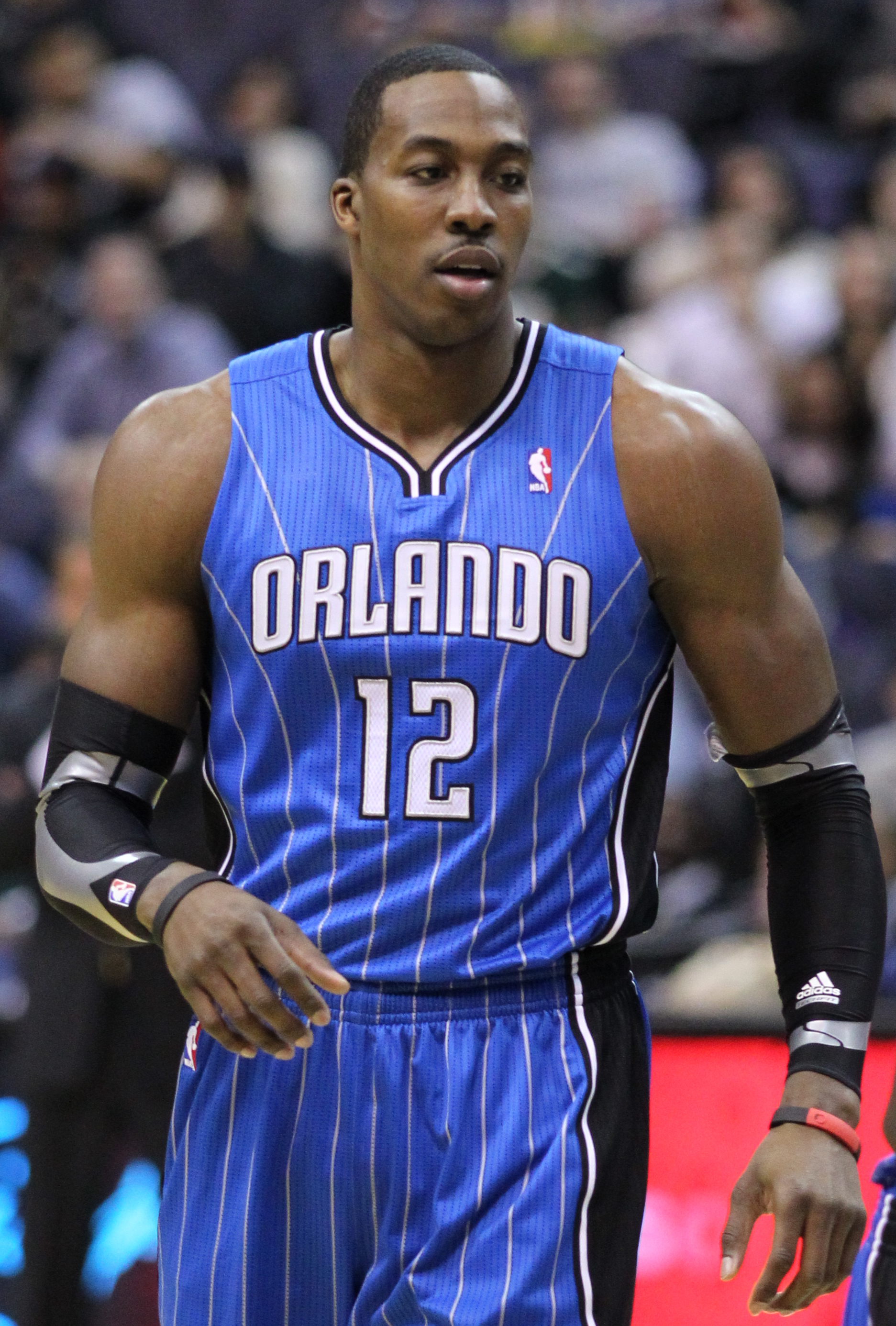
Howard con los Orlando Magic.

Howard se presentó al draft de la NBA de 2004, siendo elegido en primera posición por los Orlando Magic. Escogería el dorsal 12 en honor a su ídolo, Kevin Garnett, el cual usaba el 21 en su, por entonces, etapa en los Minnesota Timberwolves. Por entonces los Magic eran un equipo condenado al pozo de la clasificación tras perder a su gran estrella, Tracy McGrady, el cual se había marchado a los Houston Rockets. El impacto del pívot fue inmediato, promediando 12 puntos y 10 rebotes por partido, convirtiéndose en el jugador más joven de la historia de la NBA en promediar un doble-doble, y en el más joven en promediar 10 rebotes y conseguir 20 en un partido. Pese a todo, no pudo ganar el Rookie of the Year, quedando tercero tras el ganador Emeka Okafor (de Charlotte Bobcats) y Ben Gordon (de Chicago Bulls).
Para su segunda temporada, Howard se sometió a un entrenamiento destinado a ganar masa muscular, además de mejorar sus movimientos en el poste y sus capacidades defensivas. En noviembre de 2005, Howard conseguía su mejor marca ante Charlotte Bobcats al conseguir 21 puntos y 20 rebotes, consiguiendo el récord de ser el jugador más joven en lograr dichos números. En abril de 2006 conseguiría 26 rebotes ante Philadelphia 76ers. Pese a la gran temporada de Dwight, los Magic terminaron con un global negativo de 36-46.

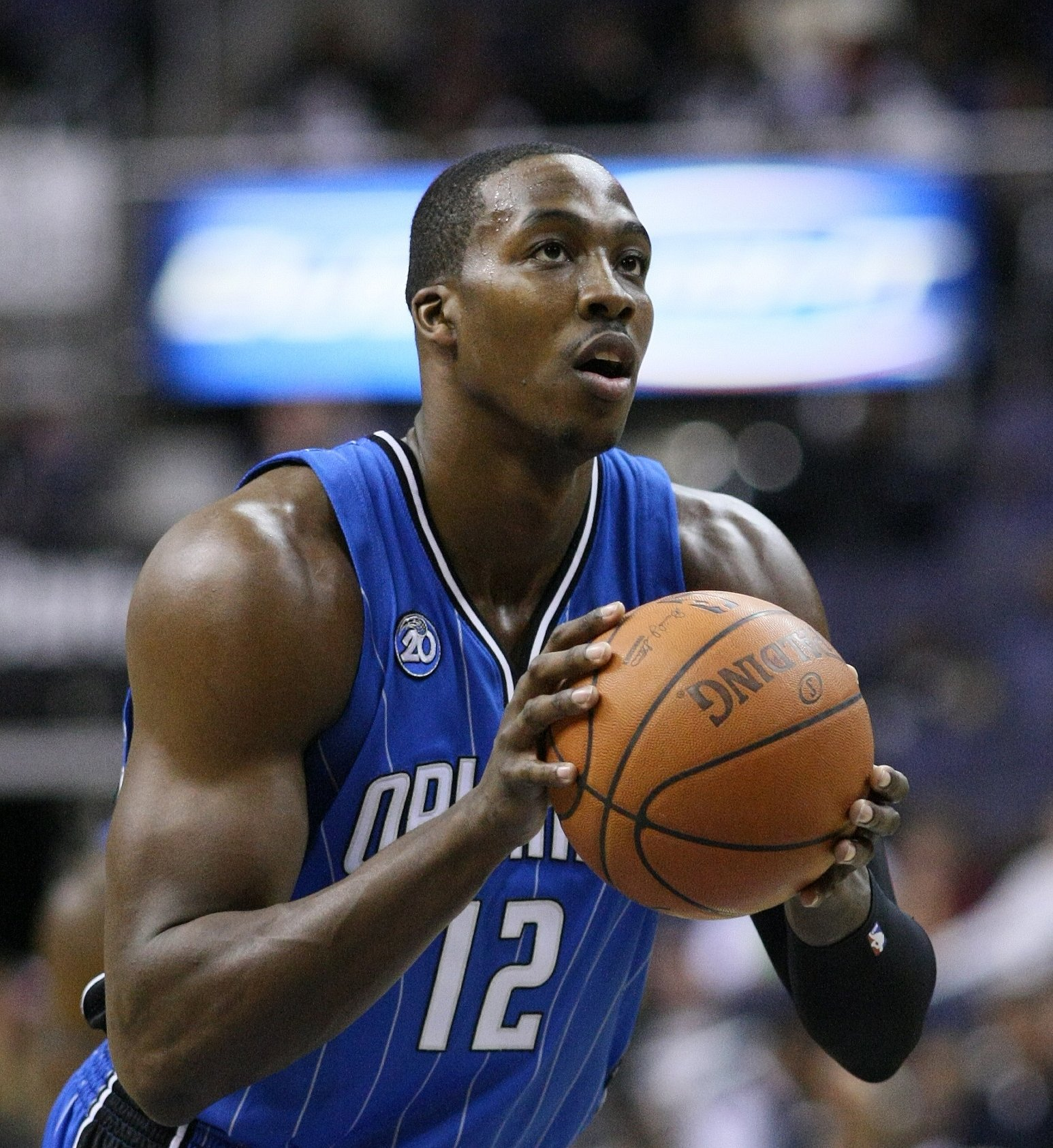
Howard tirando un tiro libre.

Para la 2006-07, Howard se había convertido en el jugador franquicia de los Orlando Magic. En febrero de 2007 recibió su primer llamado para un All-Star. Tan solo una semana después batió su marca personal al anotar 32 puntos ante Toronto Raptors. En abril lo superaría con 37 puntos ante Philadelphia 76ers. Bajo el liderazgo de Howard, los Magic se clasificaron para playoffs por primera vez desde 2003 al quedar octavos en la Conferencia Este. Aun así, los Magic recibieron un sweep de 4-0 por los Detroit Pistons. Al final de la temporada, Howard fue incluido en el tercer mejor quinteto de la NBA.
Para la 2007-08, los Magic dieron un salto adelante con la llegada del 3-4 tirador Rashard Lewis y el buen rendimiento del turco Hedo Türkoğlu. La consistencia de Howard y la buena marcha del equipo le hicieron ser llamado al All-Star esta vez como titular. En el evento también ganaría el concurso de mates, ganándose el conocido apodo de "Superman". Los Magic finalizaron la temporada como campeones de división y vencieron a Toronto Raptors en primera ronda de playoffs, con Howard consiguiendo 91 rebotes en toda la ronda, más que todos los pívots de Toronto juntos. En segunda ronda, los Magic perdieron los dos primeros partidos ante los Pistons, pero liderados por los 20 puntos y 12 rebotes de DH, los Magic ganaron el tercero, aunque finalmente perdieron la ronda por 4-1. Howard sería incluido en el mejor quinteto de la NBA por primera vez y también en el segundo mejor quinteto defensivo.
Para la 2008-09 comenzó de igual manera para Howard, liderando la liga en tapones e incluso consiguiendo su primer triple-doble. En diciembre de 2008 una lesión le hizo perderse su primer partido como jugador profesional después de 351 partidos consecutivos. A mitad de temporada, Howard lideraba la liga en rebotes y tapones y sería convocado de nuevo para el All-Star. Finalmente los Magic terminaron la temporada con un global de 59-23 y terceros de la Conferencia Este tras los Cleveland Cavaliers de LeBron James y los Boston Celtics del big three de Pierce, Garnett y Allen. Como galardones, Howard se convirtió en el jugador más joven en recibir el premio a mejor defensor de la liga. En playoffs, una inoportuna lesión del base Jameer Nelson lastró a los Magic, que vencerían 4-2 a Philadelphia 76ers en una dura ronda. En la segunda se enfrentarían a Boston Celtics, vigentes campeones. Los Magic forzarían el séptimo partido tras vencer el sexto con 23 puntos y 22 rebotes de Howard. Tras vencer en el séptimo, los Magic vencieron a Cleveland Cavaliers en las Finales de Conferencia por 4-2, con Howard consiguiendo 40 puntos y 14 rebotes en el sexto partido. Los Magic llegaron a las Finales de la NBA por primera vez desde 1994. Allí se enfrentarían a Los Angeles Lakers, los cuales ganarían por 4-1.

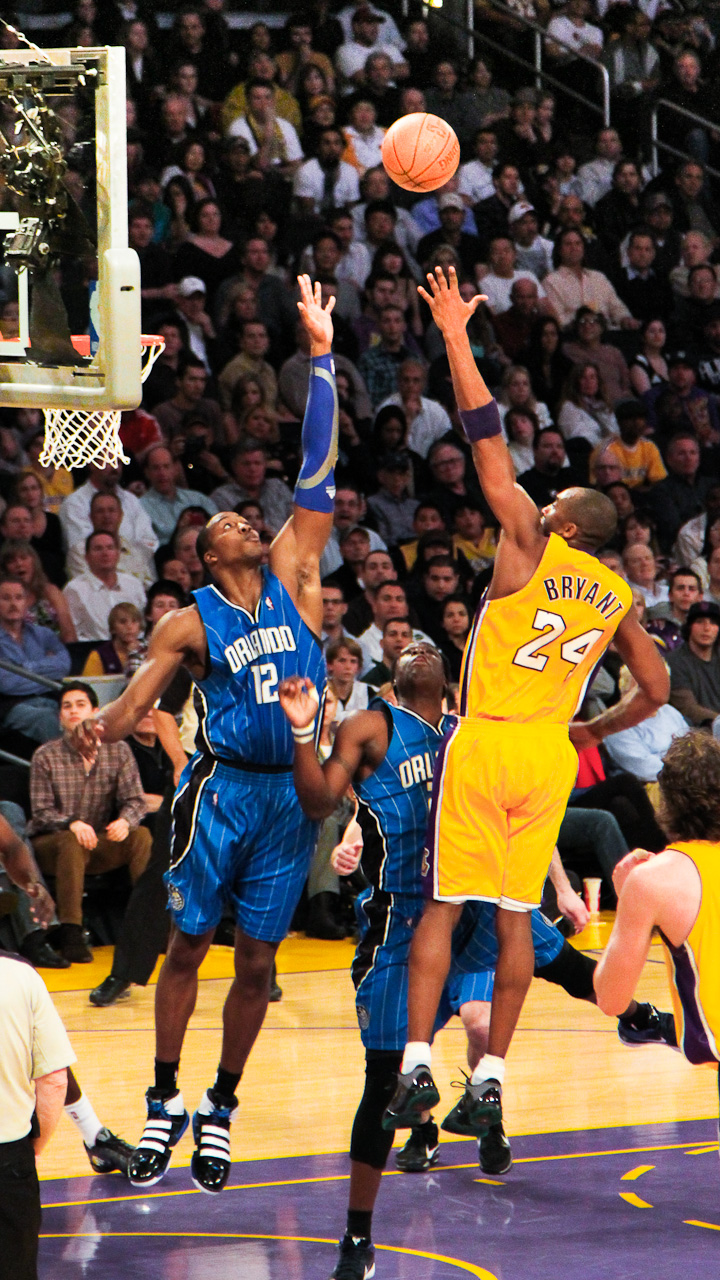
Howard intentado taponar un tiro de Kobe Bryant.

Para la 2009-10, los Magic afrontaron cambios con la marcha de Türkoğlu a los Raptors y la llegada de Vince Carter desde New Jersey Nets. Los Magic tuvieron un buen inicio de temporada, con Howard ganando dos veces el galardón de Mejor Jugador del Mes de la Conferencia Este y siendo llamado para el All-Star. Los Magic terminaron con 59 victorias y con DH ganando por segunda vez consecutiva el trofeo al mejor defensor de la liga. Se había convertido en el primer jugador en la historia en liderar el apartado de rebotes y tapones en dos temporadas consecutivas. En playoffs, los Magic consiguieron ganar a Charlotte Bobcats y Atlanta Hawks, pero perderían en Finales de Conferencia ante Boston Celtics por 4-2.
Para la 2010-11, Howard mantenía sus porcentajes, pero los Magic seguían sin dar un paso adelante. Finalizarían cuartos de la Conferencia Este y perderían ante Atlanta Hawks en primera ronda. Durante el lockout para la 2011-12, Howard comenzó a demandar un traspaso, principalmente a New Jersey Nets, Los Angeles Lakers o Dallas Mavericks. Howard había declarado su intención de no seguir jugando en Orlando si la directiva no comenzaba a construir un equipo competitivo. En enero de 2012, Howard estableció un récord negativo al obtener un 42% de porcentaje en tiros libres, rompiendo el récord de Wilt Chamberlain que este había establecido en 1962 e igualando el de Shaquille O'Neal del 2000. Poco después, Howard se convirtió en el máximo anotador en la historia de los Magic superando a Nick Anderson. En marzo de 2012, Howard firmaba una cláusula por la que extendía su contrato por los Magic por otro año a cambio de ser traspasado a un equipo de su elección al finalizar la sesión, de esa manera, los Magic evitaban que Dwight se marchara como agente libre. En abril, el entrenador Stan Van Gundy (entrenador de Orlando desde hacía 5 años) declaró que Howard había pedido su despido. Ese mismo mes, Howard se lesionaba del hombro haciendo que se perdiera el resto de temporada y los Juegos Olímpicos de Londres 2012. Al terminar la temporada, Howard buscó una salida rumbo a los Nets, pero no se pudo producir.

#### Los Angeles Lakers (2012-2013)

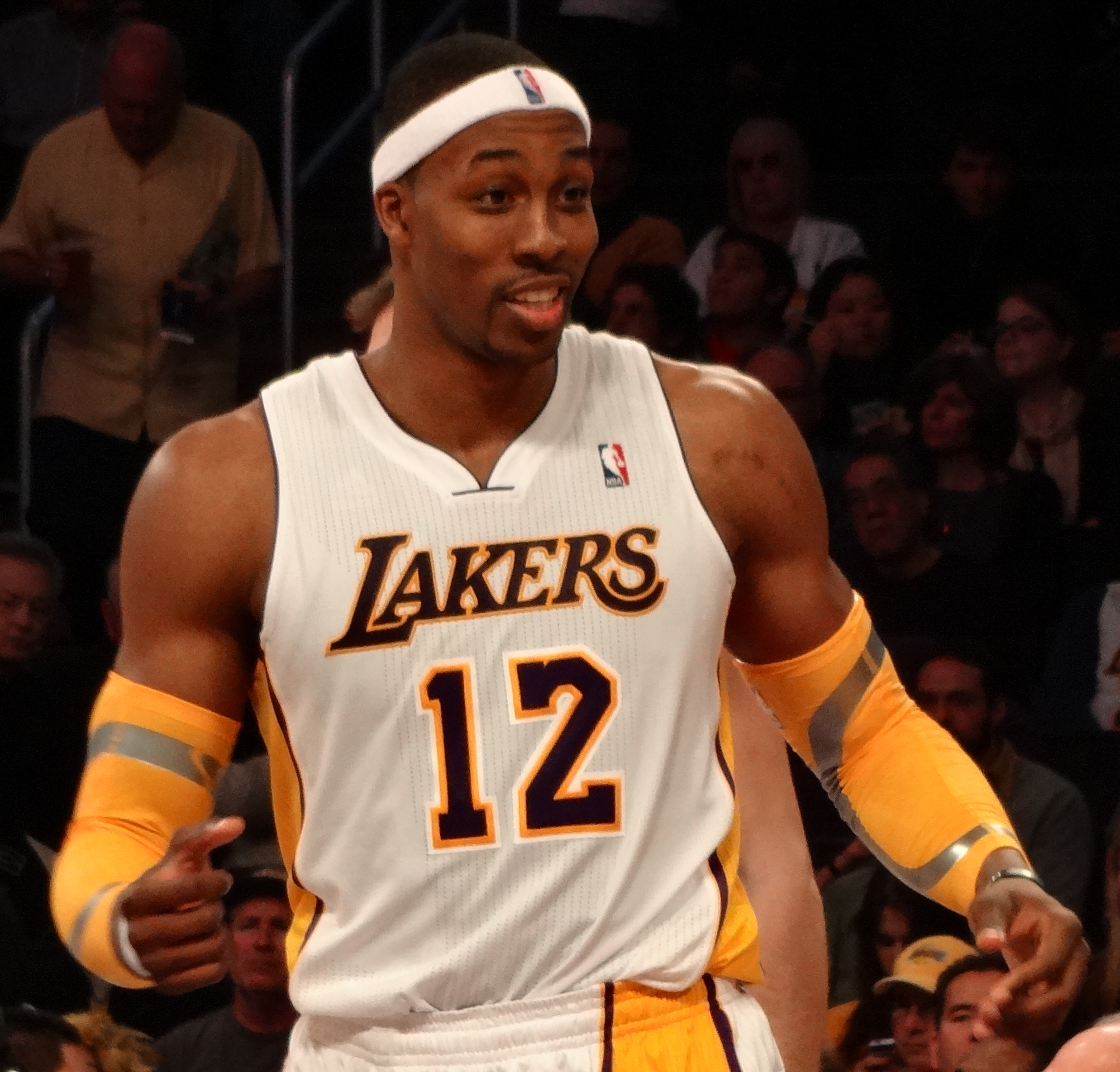
Howard con Los Angeles Lakers.

En agosto de 2012 es enviado a Los Angeles Lakers en un traspaso a cuatro bandas que también involucró a Philadelphia 76ers y Denver Nuggets. Los Lakers recibían además de a Howard a Earl Clark y Chris Duhon, los Magic a Josh McRoberts, Christian Eyenga y Devin Ebanks desde Lakers, a Al Harrington, Arron Afflalo desde Nuggets y a Nikola Vučević y Maurice Harkless de los Sixers.
La llegada de Howard a los Lakers dejaba al equipo como máximo aspirante al anillo, al juntarse con otras estrellas como Kobe Bryant, Pau Gasol y Steve Nash. La lesión sufrida en el hombro en el pasado abril le impidió jugar la pretemporada, pero debutó en liga con los Lakers ante Dallas Mavericks y anotando 19 puntos y 10 rebotes, aunque con 3 de 14 en lanzamiento de tiros libres. Contra todo pronóstico, el rendimiento de Howard fue muy irregular y tanto su desempeño como ética de trabajo fue bastante criticado por el entorno angelino. En enero de 2013, Howard se lesionaba de nuevo el hombro contra Los Angeles Clippers, teniendo que jugar con molestias en los siguientes partidos. A mitad de temporada, los Lakers llevaban un triste registro de 17-24, con Howard recibiendo críticas por su labor ofensiva y defensiva y su poca ética de trabajo tratando de mejorar sus lanzamientos de tiros libres. Por entonces Howard promediaba 17 puntos, 12 rebotes y 2,5 tapones, además de un 50% de porcentaje desde la línea de personal.

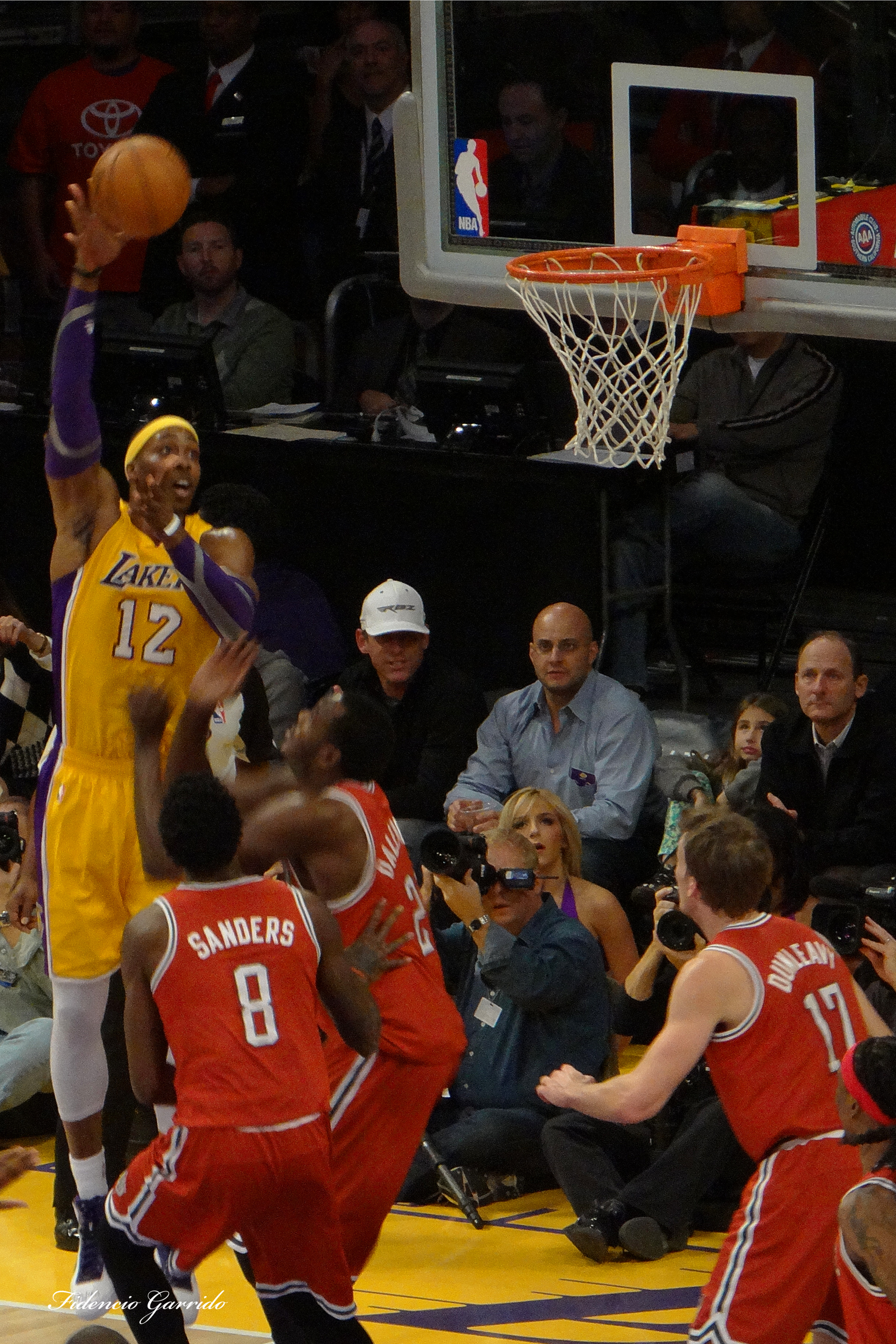
Howard contra los Bucks en 2013.

También dentro del equipo surgían las tensiones, las relaciones entre Kobe y Howard no eran buenas, con el segundo criticando el papel acaparador del primero y, en su opinión, mal liderazgo del equipo. A finales de enero de 2013, Howard se volvió a lesionar el hombro en un partido contra Phoenix Suns, con Bryant criticando la falta de compromiso del jugador con el equipo. Para febrero y después del All-Star, Howard admitía que su estado de forma estaba lejos de ser el ideal, además de que el entrenador Mike D'Antoni seguía presionando al jugador para mejorar sus jugadas de pick n'roll con Nash. Con un rendimiento irregular y una temporada llena de despropósitos, los Lakers finalizaron octavos de la Conferencia Oeste consiguiendo el último pase a playoffs y gracias al liderazgo de Kobe Bryant, el cual se había lesionado gravemente y se perdería los playoffs. En primera ronda se enfrentaban a San Antonio Spurs, y pese al liderazgo de Howard en defensa y de Gasol en el ataque, los Lakers recibieron un 4-0 de los texanos, con Howard perdiéndose el último partido debido a las faltas personales.
Como galardones individuales, Howard fue incluido en el tercer mejor quinteto de la NBA y lideró la liga en número de rebotes y acierto en tiros de campo.
Tras los playoffs, Howard recibió un contrato de 118 millones por 5 años de los Lakers, pero se rumoreaba que Howard pedía la salida de Bryant y D'Antoni como condición sine qua non para renovar. Howard también había recibido ofertas de Dallas Mavericks, Atlanta Hawks, Golden State Warriors y Houston Rockets.

#### Houston Rockets (2013-2016)
En julio de 2013, Howard anunciaba a través de su Twitter su fichaje por los Houston Rockets a razón de 88 millones de dólares en 4 años. Howard llegaba así a unos Rockets que con James Harden aspiraban por fin a dar un salto adelante en playoffs. Tras su decisión, antiguos compañeros suyos en los Lakers como Steve Nash afirmaron que Howard nunca estuvo a gusto ni pretendió quedarse en Los Ángeles. Howard también afirmó que jugar con Kobe Bryant fue "muy duro". Por su parte, Kobe afirmó no importarle la no continuidad del pívot de Atlanta.
El debut de Dwight Howard se produjo en una victoria contra Charlotte Bobcats, donde Dwight consiguió 17 puntos y 26 rebotes, su mayor registro reboteador hasta entonces. En marzo de 2014, Howard consiguió su 545 doble-doble superando la marca de David Robinson. Howard llegó con los Rockets a playoffs tras quedar cuarto en la Conferencia Oeste pero cayendo en primera ronda ante Portland Trail Blazers.

#### Atlanta Hawks (2016-2017)
En julio de 2016 los Atlanta Hawks alcanzaron un acuerdo con Howard por 70,5 millones de dólares y 3 temporadas.

#### Charlotte Hornets (2017-2018)
El 20 de junio de 2017, los Hawks traspasaron a Howard, junto con el pick número 31 del Draft de la NBA de 2017, a los Charlotte Hornets a cambio de Marco Belinelli, Miles Plumlee y el pick 41 del Draft.

#### Washington Wizards (2018-2019)

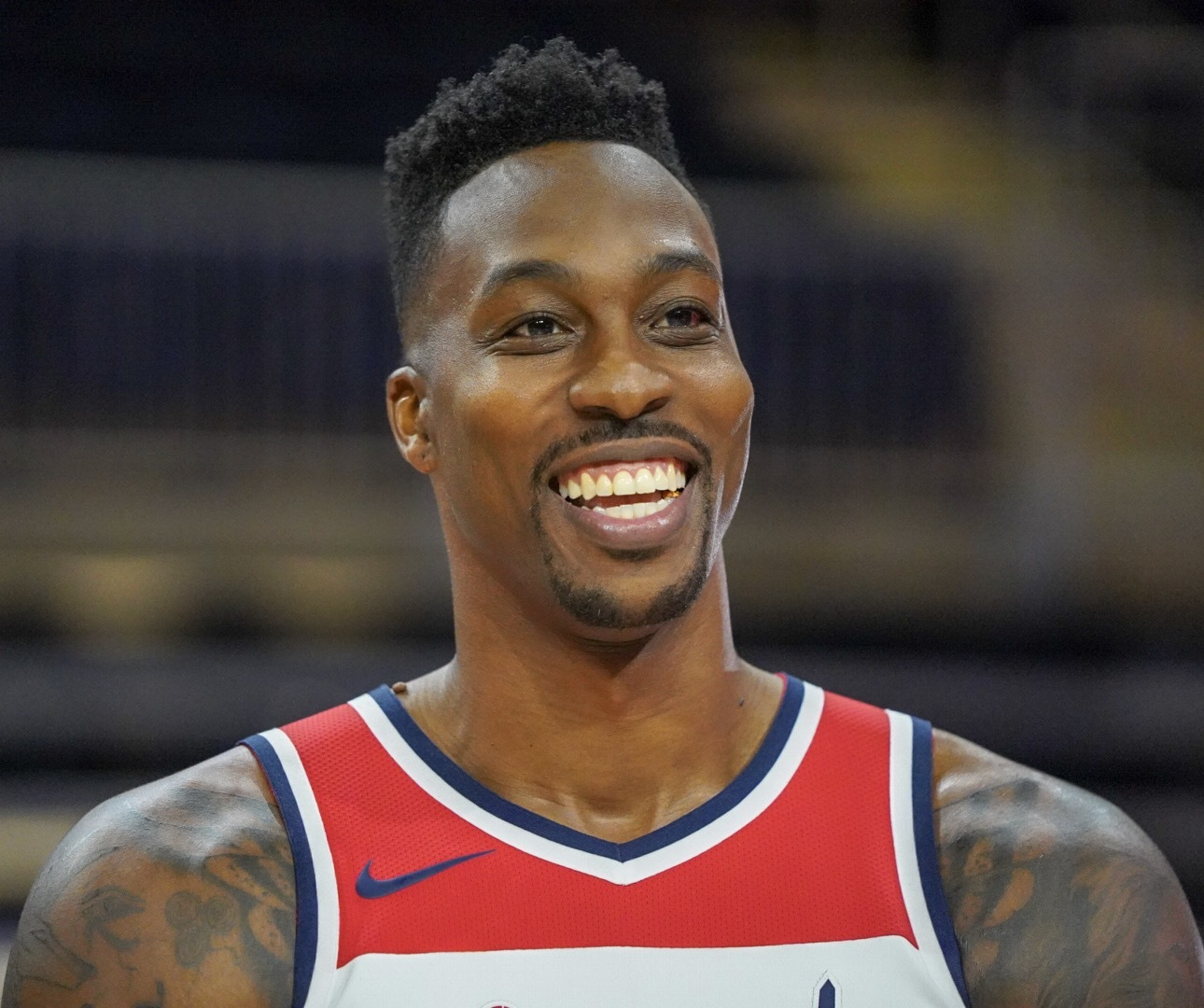
Howard con los Wizards en 2018.

El 20 de junio de 2018, Howard fue traspasado a los Brooklyn Nets por Timoféi Mozgov y dos futuras elecciones del Draft de segunda ronda, pero fue automáticamente despedido. Poco después firmó contrato con Washington Wizards.

#### Los Angeles Lakers (2019-2020)
El 5 de julio de 2019 es traspasado a Memphis Grizzlies a cambio de C.J. Miles. Pero el 26 de agosto de ese mismo verano, es cortado y ficha por Los Angeles Lakers, equipo al que regresa tras seis temporadas.
El contrato de Dwight Howard con Los Angeles Lakers tenía una cláusula importante, ya que en un principio no tenía garantizada la cuantía, pero si la franquicia no se desprendía del pívot antes del 7 de enero, el vínculo de 2,6 millones de dólares quedaría fijo, asegurando el lugar de Dwight en la plantilla, por el resto de la 2019-20.
El 11 de octubre de 2020 se proclama campeón de la NBA por primera vez en su carrera tras vencer a Miami Heat en la final de la NBA.

#### Philadelphia 76ers (2020-2021)
Después de un año en Los Ángeles, el 21 de noviembre de 2020, ficha con Philadelphia 76ers.

#### Regreso a Los Angeles Lakers (2021)
El 2 de agosto de 2021, Howard regresa a Los Angeles Lakers.

#### Carrera post-NBA
El 8 de noviembre de 2022, tras no encontrar hueco en la NBA, decide firmar por los Taoyuan Leopards de la primera división de Taiwán. En febrero de 2023 fue elegido para el All-Star, donde anotó 37 puntos y fue nombrado MVP. Terminó la temporada como el máximo reboteador de la liga, siendo elegido en el mejor quinteto defensivo, en el mejor quinteto, y MVP de la T1 League.
En enero de 2024 se une al club filipino Strong Group para disputar el Dubai International Basketball Championship, quedando en segundo puesto. El 1 de marzo, firma con los Mets de Guaynabo de la Baloncesto Superior Nacional, pero no llega a debutar.
El 30 de mayo de 2024, se une a los Taiwan Mustangs del The Asian Tournament (TAT).
En junio de 2025 participa en la liga profesional de baloncesto 3×3, la BIG3. En el primer encuentro es expulsado tras una pelea con Lance Stephenson.

### Selección nacional

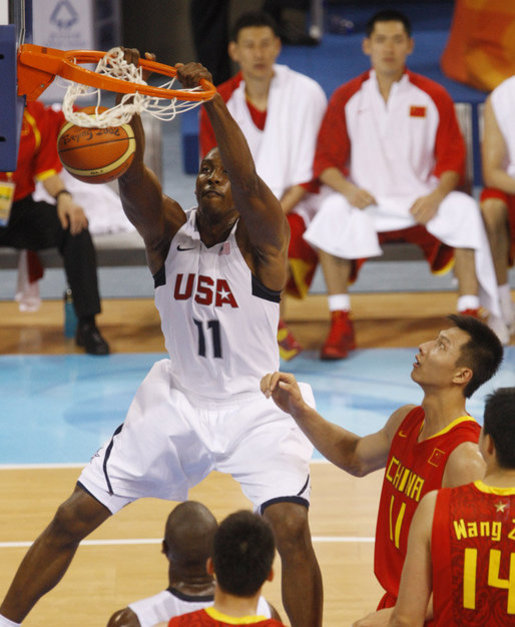
Howard en juegos olímpicos en 2008.

El 5 de marzo de 2006, Howard fue llamado para formar parte del USA Team que disputaría los JJ. OO. de Pekín 2008. Como pívot titular del equipo, ayudó a conseguir un récord de 5-0 durante su gira por el Campeonato pre-Mundial, y posteriormente ayudó al equipo a ganar la medalla de bronce en el Campeonato Mundial FIBA 2006. Durante el Campeonato FIBA Américas de 2007, el equipo ganó sus primeros nueve juegos en el camino hacia la clasificación para la final y un sitio para los Juegos Olímpicos de 2008. Fue titular en ocho de los nueve partidos, promediando 8,9 puntos por partido y 5,3 rebotes. En la final, anotó 20 puntos derrotando a Argentina a ganar la medalla de oro.
Finalmente, el 23 de junio de 2008, Howard fue nombrado como uno de los miembros de la escuadra de 12 hombres que representan a los Estados Unidos en los Juegos Olímpicos de Pekín 2008. Con Howard como pívot titular, el equipo de EE. UU., ganaron todos sus partidos en el camino a la medalla de oro, rompiendo su sequía de medallas de oro que datan de los Juegos Olímpicos de 2000. Howard promedió 10,9 puntos y 5,8 rebotes por partido en el torneo.

## Estilo de juego
Dwight Howard es conocido por su gran capacidad física y atlética, que le permitió liderar la NBA en el apartado de rebotes entre 2007 y 2010, y 2012 y 2013. Esto también se pone de manifiesto en su habilidad para los mates y su capacidad de salto, que le permitió ganar en 2008 el concurso de mates de la NBA. Muchos jugadores como Tim Duncan, Kevin Garnett o Andre Iguodala han alabado su físico y cualidades para el baloncesto.
Con el ocaso deportivo del pívot Shaquille O'Neal, Howard fue reconocido casi unánimemente como el pívot más dominante de la NBA. Sus mayores virtudes son su talento en la caza del rebote y la defensa bajo el aro, no por ello es el único jugador en la historia en ganar tres veces consecutivas el galardón de mejor defensor de la liga. Las mayores críticas a su juego las recibe en sus escasos movimientos en el poste y bajo rendimiento en la media distancia, pero sobre todo su poco acierto desde la línea de tiros libres, lo que le hace ser objeto del denominado "Hack-a-Shaq", una táctica que consiste en llevar de forma intencionada a un jugador a la línea de personal con la esperanza de que falle sus lanzamientos.

## Estadísticas de su carrera en la NBA
|  | Denota temporadas en las que su equipo fue Campeón de la NBA |
|  | Líder de la liga                                             |

### Temporada regular
| Año      | Equipo       | PJ    | PT    | MPP  | %TC  | %3P  | %TL  | RPP  | APP | ROB | TPP | PPP  |
| -------- | ------------ | ----- | ----- | ---- | ---- | ---- | ---- | ---- | --- | --- | --- | ---- |
| 2004-05  | Orlando      | 82    | 82    | 32.6 | .520 | .000 | .671 | 10.0 | .9  | .9  | 1.7 | 12.0 |
| 2005-06  | Orlando      | 82    | 81    | 36.8 | .531 | .000 | .595 | 12.5 | 1.5 | .8  | 1.4 | 15.8 |
| 2006-07  | Orlando      | 82    | 82    | 36.9 | .603 | .500 | .586 | 12.3 | 1.9 | .9  | 1.9 | 17.6 |
| 2007-08  | Orlando      | 82    | 82    | 37.7 | .599 | .000 | .590 | 14.2 | 1.3 | .9  | 2.2 | 20.7 |
| 2008-09  | Orlando      | 79    | 79    | 35.7 | .572 | .000 | .594 | 13.8 | 1.4 | 1.0 | 2.9 | 20.6 |
| 2009-10  | Orlando      | 82    | 82    | 34.7 | .612 | .000 | .592 | 13.2 | 1.8 | .9  | 2.8 | 18.3 |
| 2010-11  | Orlando      | 78    | 78    | 37.5 | .593 | .000 | .596 | 14.1 | 1.4 | 1.4 | 2.4 | 22.9 |
| 2011-12  | Orlando      | 54    | 54    | 38.3 | .577 | .000 | .491 | 14.5 | 1.9 | 1.5 | 2.2 | 20.6 |
| 2012-13  | L.A. Lakers  | 76    | 76    | 35.8 | .578 | .167 | .492 | 12.4 | 1.4 | 1.1 | 2.4 | 17.1 |
| 2013-14  | Houston      | 71    | 71    | 33.7 | .591 | .286 | .547 | 12.2 | 1.8 | .8  | 1.8 | 18.3 |
| 2014-15  | Houston      | 41    | 41    | 29.8 | .593 | .500 | .528 | 10.5 | 1.2 | .7  | 1.3 | 15.8 |
| 2015-16  | Houston      | 71    | 71    | 32.1 | .620 | .000 | .489 | 11.8 | 1.4 | 1.0 | 1.6 | 13.7 |
| 2016-17  | Atlanta      | 74    | 74    | 29.5 | .633 | .000 | .533 | 12.7 | 1.4 | .9  | 1.2 | 13.5 |
| 2017-18  | Charlotte    | 81    | 81    | 30.4 | .555 | .143 | .574 | 12.5 | 1.3 | .6  | 1.6 | 16.6 |
| 2018-19  | Washington   | 9     | 9     | 25.6 | .623 | .000 | .604 | 9.2  | .4  | .8  | .4  | 12.8 |
| 2019-20  | L.A. Lakers  | 69    | 2     | 18.9 | .729 | .600 | .514 | 7.3  | .7  | .4  | 1.1 | 7.5  |
| 2020-21  | Philadelphia | 69    | 6     | 17.3 | .587 | .250 | .576 | 8.4  | .9  | .4  | .9  | 7.0  |
| 2021-22  | L.A. Lakers  | 60    | 27    | 16.2 | .612 | .533 | .658 | 5.9  | .6  | .6  | .6  | 6.2  |
| Total    | Total        | 1,242 | 1,078 | 31.8 | .587 | .214 | .567 | 11.8 | 1.3 | .9  | 1.8 | 15.7 |
| All-Star | All-Star     | 8     | 6     | 23.3 | .642 | .154 | .450 | 8.8  | 1.5 | .6  | 1.1 | 12.1 |

### Playoffs
| Año   | Equipo       | PJ  | PT  | MPP  | %TC  | %3P  | %TL  | RPP  | APP | ROB | TPP | PPP  |
| ----- | ------------ | --- | --- | ---- | ---- | ---- | ---- | ---- | --- | --- | --- | ---- |
| 2007  | Orlando      | 4   | 4   | 41.8 | .548 | .000 | .455 | 14.8 | 1.8 | .5  | 1.0 | 15.3 |
| 2008  | Orlando      | 10  | 10  | 42.1 | .581 | .000 | .542 | 15.8 | .9  | .8  | 3.4 | 18.9 |
| 2009  | Orlando      | 23  | 23  | 39.3 | .601 | .000 | .636 | 15.3 | 1.9 | .9  | 2.6 | 20.3 |
| 2010  | Orlando      | 14  | 14  | 35.5 | .614 | .000 | .519 | 11.1 | 1.4 | .8  | 3.5 | 18.1 |
| 2011  | Orlando      | 6   | 6   | 42.8 | .630 | .000 | .682 | 15.5 | .5  | .7  | 1.8 | 27.0 |
| 2013  | L.A. Lakers  | 4   | 4   | 31.5 | .619 | .000 | .444 | 10.8 | 1.0 | .5  | 2.0 | 17.0 |
| 2014  | Houston      | 6   | 6   | 38.5 | .547 | .000 | .625 | 13.7 | 1.8 | .7  | 2.8 | 26.0 |
| 2015  | Houston      | 17  | 17  | 33.8 | .577 | .000 | .412 | 14.0 | 1.2 | 1.4 | 2.3 | 16.4 |
| 2016  | Houston      | 5   | 5   | 36.0 | .542 | .000 | .368 | 14.0 | 1.6 | .8  | 1.4 | 13.2 |
| 2017  | Atlanta      | 6   | 6   | 26.2 | .500 | .000 | .632 | 10.7 | 1.3 | 1.0 | .8  | 8.0  |
| 2020  | L.A. Lakers  | 18  | 7   | 15.7 | .684 | .500 | .556 | 4.6  | .5  | .4  | .4  | 5.8  |
| 2021  | Philadelphia | 12  | 0   | 12.4 | .533 | .000 | .600 | 6.3  | .7  | .2  | .5  | 4.7  |
| Total | Total        | 125 | 102 | 31.6 | .589 | .143 | .548 | 11.8 | 1.2 | .8  | 2.0 | 15.3 |

## Vida personal
Howard nació en Atlanta, hijo de Dwight Sr. y Sheryl Howard, de familia con una fuerte tradición deportiva. Su padre es Georgia State Trooper (patrullero del estado de Gerogia) y director deportivo del Southwest Atlanta Christian Academy, una academia privada con uno de los mejores programas de baloncesto de secundaria del país; su madre jugó en el primer equipo de baloncesto femenino del Morris Brown College.
La madre de Howard tuvo siete abortos antes de que él naciera. Cristiano devoto desde su juventud, Howard se aficionó al baloncesto a los nueve años.
Howard tiene, reconocidos, cinco hijos de cinco mujeres diferentes.
En 2010, ganó un juicio por difamación a Royce Reed, la madre de su hijo mayor, Braylon. Un juez de Florida dictaminó que violó una orden judicial que le prohibía mencionar a Howard en los medios de comunicación. En un principio había solicitado unos 500 millones de dólares por daños y perjuicios, alegando que ella le había menospreciado a través de Twitter, además de sus apariciones en el reality show de televisión, Basketball Wives, ya que el acuerdo de paternidad de la pareja estipulaba una multa de 500 dólares por cada vez que ella lo mencionara en público.
En octubre de 2014, la policía del condado de Cobb, Georgia, investigó denuncias de Reed sobre abusos de Howard hacia su hijo. Howard admitió haber golpeado a Braylon con un cinturón; él había sido disciplinado de la misma manera mientras crecía, y declaró que no se dio cuenta de que estaba mal hacerlo. Tras las alegaciones, Howard no fue acusado. También tienen un proceso civil abierto sobre la custodia de su hijo.
Melissa Rios, la madre de su hijo David, falleció el 27 de marzo de 2020, tras un ataque epiléptico. David estaba con Howard en su casa de Georgia en ese momento.
En 2021 apareció en el concurso de televisión de Fox The Masked Singer, bajo la máscara de Pulpo.

### Demanda por agresión sexual
En octubre de 2023 recibió una demanda civil, siendo acusado por agresión sexual y lesiones, al obligar, supuestamente, a un hombre a hacer un trío. Los hechos sucedieron en julio de 2021, cuando Stephen Harper se renunió con él después de que comenzaran a cartearse a través de mensajes de texto e Instagram a partir de mayo de 2021 -cuyas supuestas capturas de pantalla se incluyen en la demanda-, incluido el intercambio de contenido sexual explícito.
Harper alegó que cuando ambos se reunieron en la casa de Howard el 19 de julio de 2021, y después de participar en besos consensuados, llegó un amigo de Howard. Harper alegó en su denuncia que Howard dijo que el amigo era un hombre con el que «a veces hace tríos» y que le dijo a Howard que no había ido a la casa para hacer un trío y quiso marcharse, pero Howard «le aseguró (a Harper) que no tendría que participar en un trío y le convenció para que se quedara», todo lo cual Howard niega.
Howard reconoció los hechos sucedidos en su casa de Georgia, pero alegó «actividad sexual consentida», por lo que negó las acusaciones presentadas en su contra, y pidió al tribunal que desestimara la demanda.
En agosto de 2024, esta demanda por agresión sexual por supuestamente obligar a un hombre a hacer un trío en 2021 ha sido desestimada.

## Logros y reconocimientos
- Campeón de la NBA (2020).
- 8 veces All-Star (2007, 2008, 2009, 2010, 2011, 2012, 2013, 2014).
  - Campeón del concurso de mates del All Star de New Orleans de 2008.
- Elegido en el mejor quinteto de rookies en 2005.
- Líder de la NBA en rebotes totales en 2006 (1022).
- 5 veces máximo reboteador de la temporada NBA (2008, 2009, 2010, 2012, 2013).
- 2 veces máximo taponador de la temporada NBA (2009, 2010).
- Es el jugador más joven de la historia en conseguir 20 rebotes en un partido.
- Es el jugador más joven en promediar un doble-doble de promedio en una temporada.
- Es el jugador más joven en promediar más de 10 rebotes en una temporada.
- Es el jugador más joven en anotar más de 20 puntos y capturar más de 20 rebotes en un partido.
- Es el jugador más joven en alcanzar los 3000 rebotes en la NBA, con 21 años y 343 días.
- Es el jugador más alto de la historia en ganar un concurso de mates.
- 3 veces Mejor Defensor de la NBA en 2009, 2010 y 2011.

### Récords individuales
- 46 puntos (contra Atlanta Hawks 16/4/11).
- 16 tiros de campo metidos (contra Charlotte 18/02/09).
- 24 tiros de campo intentados (contra Phoenix 10/11/07).
- 22 triples metidos en toda su carrera.
- 25 tiros libres encestados (contra Orlando Magic 12/03/13).
- 39 tiros libres intentados (2 veces).
- 11 rebotes ofensivos (2 veces).
- 23 rebotes defensivos (contra Denver 06/01/13).
- 30 rebotes (contra Hornets 21/03/18).
- 7 asistencias (3 veces).
- 5 robos (contra Atlanta 29/10/08).
- 10 tapones (contra Oklahoma City 12/11/08).
- 51 minutos (contra Boston 28/03/07).